# هتل میراکس پلازا اوکراین
هتل میراکس پلازا اوکراین (به لاتین: Mirax-Plaza Ukraine) یک ساختمان بلندمرتبه در اوکراین است که در کیف (اوکراین) واقع شده‌است.